# Brusque
Brusque este un oraș în Santa Catarina (SC), Brazilia.
1. ↑   https://cidades.ibge.gov.br/brasil/sc/brusque/panorama, accesat în 10 septembrie 2018 Lipsește sau este vid: |title= (ajutor)